# Grupo Operativo de Respuesta
Los Grupos Operativos de Respuesta son unidades del Cuerpo Nacional de Policía de carácter heterogéneo. Tienen carácter variable en los efectivos, zonas y franjas de actuación, aunque prestan especial atención a la presencia policial durante la noche. Podrán prestar servicio de uniforme o de paisano, según se determine.

## Funciones
Les corresponde, en función de las necesidades y prioridades que señalen los responsables policiales, dar una respuesta individualizada a las modalidades delictivas que por su trascendencia estén ocurriendo en un barrio o punto concreto de la ciudad, para atajar las de mayor incidencia o alarma social, como alunizajes, butrones, tráfico de drogas, robos con fuerza o con violencia e intimidación.
También tienen por misión apoyar a los indicativos dependientes de la Sala del 091 en los requerimientos que por su peligrosidad lo requieran. 
También se encargarán de ejecutar los planes específicos con incidencia en la seguridad ciudadana (verano, comercio seguro, prevención de consumo de drogas en establecimientos públicos o centros educativos o sus entornos…)

### Orden público
Los GOR configuran el primer eslabón de orden público de baja intensidad en la Policía Nacional, asumiendo funciones de mantenimiento y restablecimiento de la seguridad ciudadana cuando no sea necesaria una unidad de mayor capacidad operativa, habitualmente, la Unidad de Prevención y Reacción.

## Horarios
Los GOR tienen presencia en la calle en todas las franjas horarias, si bien los análisis estadísticos efectuados ponen de manifiesto que un número importante de infracciones penales (robos con intimidación, "sirlas", atracos, robos en inmuebles, robos de y en vehículos) se cometen en horario nocturno, existiendo una mayor dificultad para esclarecer los hechos porque, normalmente, no suelen existir testigos de los mismos, produciéndose una mayor inseguridad subjetiva. Asimismo, el ocio nocturno, donde se juntan el abuso de alcohol y otras sustancias con una gran afluencia de gente, supone a menudo problemas de seguridad ciudadana.
Es por todo ello que los GOR prestan especial atención a la presencia policial durante la noche, habiéndose implantado un servicio específico de noche en las comisarías que por su importancia y problemática se hayan determinado.

## Medios
Los Grupos Operativos de Respuesta cuentan con los mismos medios materiales que las patrullas de seguridad ciudadana, no habiéndoles sido asignados uniformidad, distintivos o vehículos que los diferencien, a excepción de motocicletas tipo scooter (Piaggio y Honda)y los furgones Peugeot, diferenciables estos de los usados por UPR por carecer de protección para la lunas y tener los sistemas luminosos y acústicos integrados en la carrocería.

## Resultados
Los GOR cumplen casi en exclusiva con la estadística administrativa en las Comisarías Locales y en las Comisarías de Distrito además de aumentar considerablemente la estadística penal ya que al no depender de los requerimientos de la sala de coordinación del 091 disponen de más tiempo para efectuar detenciones en actuaciones a iniciativa propia.